# UD Santarém
União Desportiva de Santarém ist ein portugiesischer Fußballverein aus Santarém.

## Geschichte
UD Santarém wurde am 23. August 1969 gegründet, als sich SGS Leões Santarém und SG União Operária zusammenschlossen. Der Klub übernahm in der Folge den Platz von SGS Leões Santarém in der Segunda Divisão, stieg aber direkt in die Terceira Divisão ab. 1975 gelang die Rückkehr in die Zweitklassigkeit, wo sich die Mannschaft bis zum erneuten Abstieg 1982 halten konnte. Nach dem erneuten Aufstieg 1985 avancierte sie zur Fahrstuhlmannschaft und wechselte bis zum Abstieg 1988 jährlich die Spielklasse, anschließend hielt sie sich nach einer Ligareform mit der Einführung der Segunda Divisão de Honra als landesweiter zweithöchster Spielklasse in der nun drittklassigen Segunda Divisão B. Aus dieser stieg der Klub 1992 in die Viertklassigkeit ab, aus der er 1994 für ein Jahr nochmals nach oben entsteigen konnte. 2001 rutschte der Klub in den regionalen Ligabereich ab. Trotz zwischenzeitlicher Ligareformen blieb der Klub in der Distriktmeisterschaft, erst 2019 gelang der Sprung in die drittklassige Spielklasse Campeonato de Portugal. 2021 schaffte der Klub nach einer erneuten Ligareform in Folge der COVID-19-Pandemie in Portugal den Sprung in die Liga 3, belegte dort jedoch nur einen Abstiegsplatz und rutschte in das nun viertklassige Campeonato de Portugal ab.